# Błędów
Błędów è un comune rurale polacco del distretto di Grójec, nel voivodato della Masovia.
Ricopre una superficie di 135,23 km² e nel 2007 contava 8 099 abitanti.